# 費奧多羅夫卡區 (薩拉托夫州)
51°14′19″N 47°30′39″E / 51.23861°N 47.51083°E
費奧多羅夫卡區（俄语：Фёдоровский район），是俄羅斯的一個區，位於該國西南部，由薩拉托夫州負責管轄，面積2,500平方公里，2010年人口20,876，人口密度每平方公里8.35人。